# Vipps
Vipps是挪威的行動支付系統，由挪威銀行DNBASA在2015年5月30日推出。在推出半年內就達到一百萬使用者，現已是挪威最多人使用的付款app，有超過78%的挪威人口使用。使用者只要有挪威任何一家銀行的帳戶就能使用，除了能夠用手機號碼進行即時轉帳，還能在部分商家付款。Vipps也是歐洲行動支付系統組織（European Mobile Payment Systems Association）的成員。

## 服務

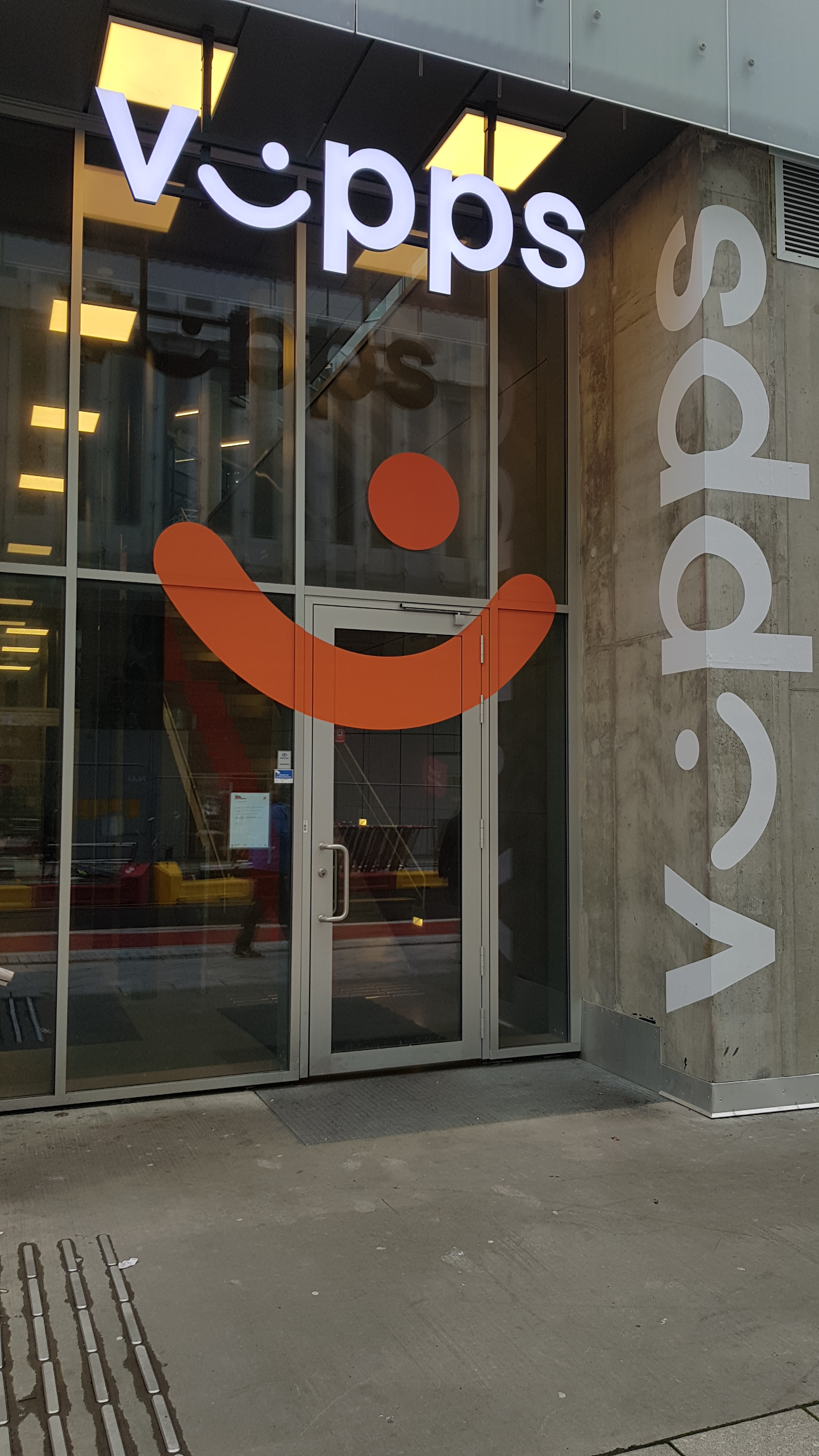
奧斯陸的Vipps總部，2019

Vipps可以讓使用者輸入手機號碼轉帳，而不需要再輸入較麻煩的銀行賬戶資訊。如果收款者的銀行帳戶是Vipps持有者其中一家銀行，錢會在幾秒內確認並轉入收款者帳戶。其他銀行的收款者要在Vipps註冊信用卡，款項會在隔一個銀行日到帳。如果收款者沒有Vipps帳戶，他們會收到手機簡訊指示他們下載Vipps。如果他們未下載，交易會被取消。此外也可以傳送收款連結給另一個帳號付款。
在下載Vipps之後會有一系列指示讓使用者新增銀行卡（Visa/MasterCard）及帳戶資訊。完成註冊後使用者的Vipps帳號會與手機號碼連結。註冊要有手機號碼、銀行帳戶、信用卡或debit card及身份證號碼，全部都必須是挪威的。
Vipps除了提供個人對個人之間的轉帳交易，也提供商家和個人間的交易服務，在部分挪威商店消費者可以使用Vipps付款。

## 安全
Vipps受使用者設定的四位數字識別碼保護。超過2000挪威克朗（NOK）的交易金額需要使用挪威BankID進行電子驗證。在註冊與支付時也有其他的安全性檢查。輸入的電話沒有檢查碼，但如果收款者是Vipps使用者，收款者的姓名會在付款確認前顯示。如果收款者沒有Vipps帳號，付款者須自行確認輸入的電話號碼是否正確。

## 社交
使用者可以在個人頁面加入個人照片，可見於其他使用者，除了付款功能，另外也有使用這之間的聊天功能。

## 歷史
- 2021年6月30日：Vipps和丹麥MobilePay、芬蘭Pivo宣布加入一個共同的公司，但保留原本的品牌識別。新的支付服務整合超過1100萬使用者。[16][17][18]
- 2017年10月：DanskeBank和Nordea取得Vipps部分所有權，他們也持有競爭對手MobilePay（丹麥最大行動支付系統，在挪威已關閉）[19]
- 2017年2月：Vipps從DNB持有轉換到另一間獨立的公司，由數家銀行共同持有，但DNB仍是最大股東。[20]
- 2015年12月14日：版本V1.2可以在AppleWatch上使用，但後來這項功能又被拿掉。[21]
- 2015年11月：Vipps使用人數達到100萬，成為最多人使用的支付app（當時挪威總人口約519萬）
- 2015年10月5日：版本V1.1新增TouchID、多張卡及請求款項功能。[22]
- 2015年5月30日：Vipps推出，可以在Appstore、GooglePlay及WindowsStore上下載。